# Convair 240

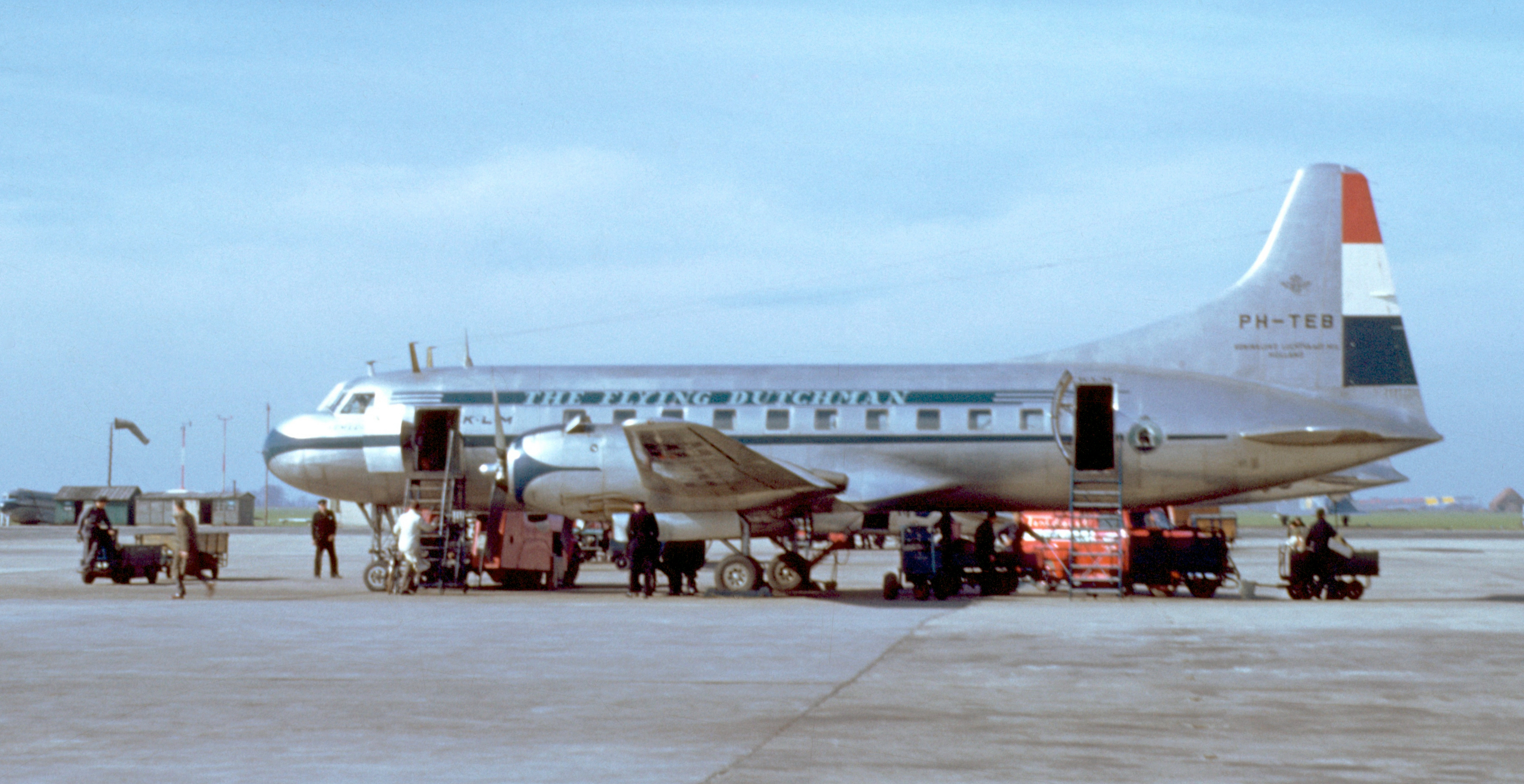
Convair 240 van de KLM

De Convair 240 was een in Amerika gebouwd vliegtuig door Convair in de periode 1947-1956.

## Ontwerp
Het vliegtuig werd ontworpen als een concurrent voor de Douglas DC-3. Het vliegtuig beschikte over een drukcabine en twee zuigermotoren. Het oorspronkelijke ontwerp bood plaats aan 40 passagiers. De eerste keer dat een 240 daadwerkelijk vloog was op 16 maart 1947.
Het model werd opgevolgd door de Convair 340 met een langere romp en met krachtiger motoren.

## De 240 bij de KLM
Als eerste Europese maatschappij bestelde ook de Nederlandse KLM de Convair 240. De machine bleef daar in gebruik tussen 1948 en 1959 en vloog op Europese bestemmingen. Alle twaalf KLM Convairs waren genoemd naar Nederlandse schilders, van wie een bekend schilderij als reproduktie in de cabine was opgehangen. Later stapte de KLM over op de Convair 340. 

### Ongeval met Paulus Potter
Op 25 mei 1953 om 15.30 u. start de KLM Convair CV-240 "Paulus Potter" van baan 05-23 voor een vlucht naar Parijs. Het weer is goed, maar bij het opstijgen gaat het fout als het toestel zo'n 20 meter boven de grond is. Gezagvoerder Hawkins trekt aan de stuurkolom om het toestel verder te laten klimmen maar merkt dat de neus naar beneden gaat. Hij besluit tot een buiklanding en stopt de brandstoftoevoer naar de motoren. Door de geringe hoogte schuift het vliegtuig over de laatste 200 meter startbaan. Met 200 km/u glijdt het toestel over een 40 meter brede grasstrook, een sloot en vervolgens door de heg die het luchthaventerrein omsluit, steekt de Schipholweg over en komt in het weiland tot stilstand. De romp is doormidden gebroken en beide vleugels en motoren zijn onderweg verloren. De passagiers kunnen het wrak verlaten en 14 personen zijn in een ziekenhuis opgenomen. Door het mooie weer waren er veel toeschouwers om naar vliegtuigen te kijken. De Convair kwam recht op de dagjesmensen af en onder hen vielen twee doden en vijf gewonden. 